# Cries of the Past
Cries of the Past är den andra EP:n från metalcore-bandet Underoath. Den släpptes 4 juli 2000 på Takehold Records. EP:n trycktes endast upp i 3000 exemplar.

## Låtlista
1. "The Last" - 7:41
2. "Giving Up Hurts The Most" - 7:51
3. "Walking Away" - 7:36
4. "And I Dreamt of You" - 11:23
5. "Cries of the Past" - 8:23